# Pinetum

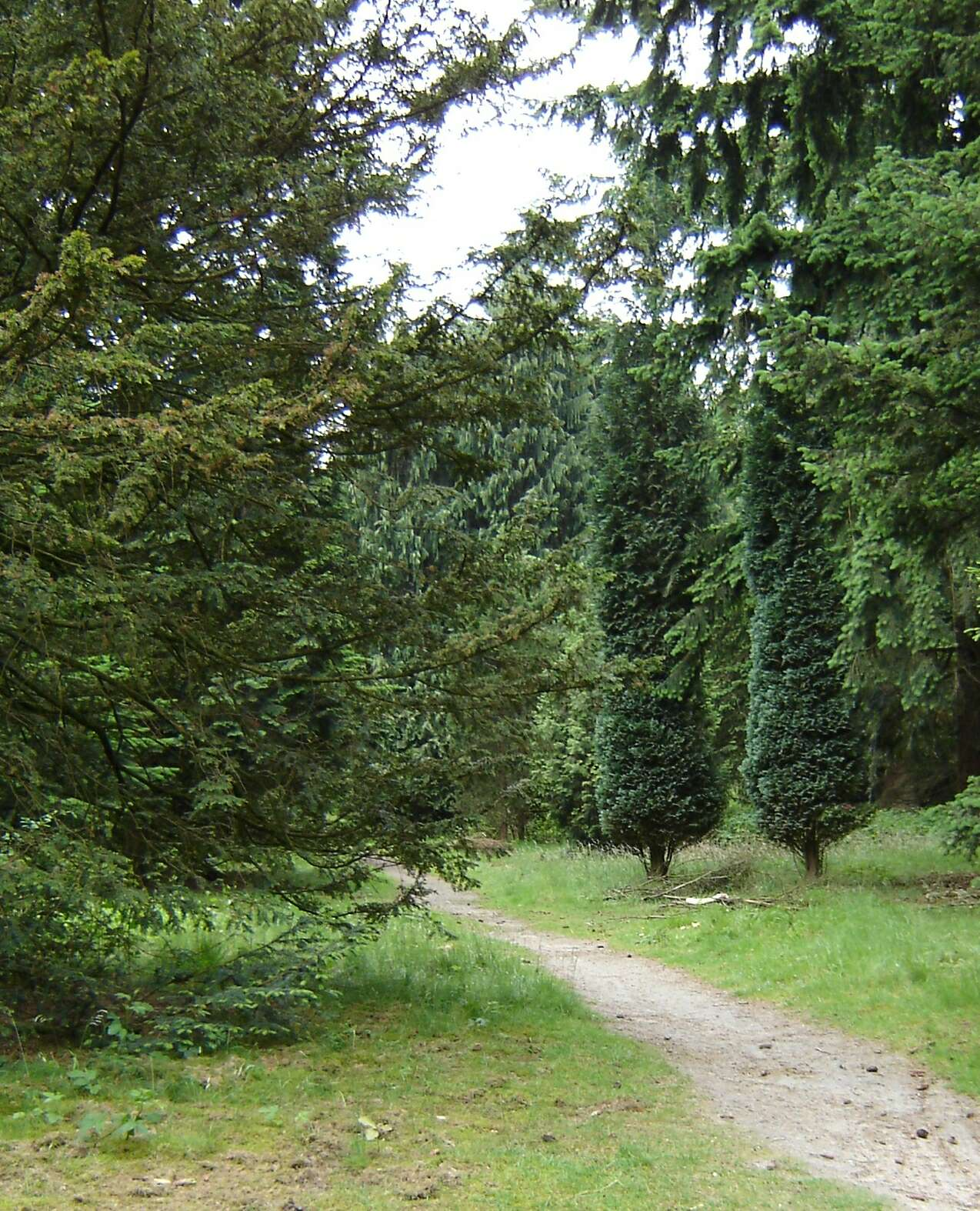
Paseo en el Pinetum Birkhoven (Holanda) con 2 cipreses de Lawson (Chamaecyparis lawsoniana 'Columnaris').

Pinetum es un arboretum que está especializado en el cultivo de árboles de coníferas (Pinophyta).

## Usos y aplicaciones
Las colecciones de coníferas vivas se mantienen por sus valores genéticos para sus aplicaciones tanto ornamentales para parques y jardines, como para repoblaciones forestales.
Entre los aspectos de utilidad que se reconocen a las coníferas es el de ser fuente de producción de resinas, trementina y de aceites naturales. Además de ser las materias primas para la fabricación de muebles, para la construcción, cercas, papel, conglomerados, madera contrachapada, etc. 